# Spheniscus
A Spheniscus a madarak (Aves) osztályának pingvinalakúak (Sphenisciformes) rendjébe, ezen belül a pingvinfélék (Spheniscidae) családjába és a Spheniscinae alcsaládjába tartozó nem.

## Nevük
Ezt a madárnemet, 1760-ban Mathurin Jacques Brisson francia zoológus, kísérleti fizikus és természettudományi filozófus nevezte el először. A Spheniscus szó a sphẽn vagy sphẽnos szavaknak a kedveskedő változata, jelentése: „ék” vagy „ékecske”. A nevet e pingvinfajok vékony, ék alakú szárnya ihlette.

## Kifejlődésük
A sejtmag- és a mitokondriális DNS-vizsgálatok azt mutatják, hogy a Spheniscus és a rokon Eudyptula pingvinnemek, körülbelül 25 millió évvel ezelőtt váltak szét.

## Előfordulásuk
A pápaszemes pingvin, a Humboldt-pingvin és a Magellán-pingvin a déli félgömb mérsékelt övein élnek, mint például: Dél-Afrika egyes részein, valamint Chile és Argentína délebbi tengerpartjain. A négy élő faj közül a galápagosi pingvin él a legészakabbra, mivel mint neve is mutatja, a trópusi Galápagos-szigetek lakója.

## Megjelenésük
A Spheniscus-fajok habár fekete hátúak és fehér hasúak, mint a többi pingvinfaj, megjelenésben mégis eltérnek a délebbi elterjedésű rokonaiktól. Először is a test fehér részében, annak is két oldalán, egy-egy fekete sáv húzódik, ezek a sávok a begynél összeérnek; továbbá a fehér hason és begyen fekete foltok is lehetnek. A szemek körül, de inkább fölött, tollazat nélküli fehér vagy rózsaszín bőrrész van. Csőrük fekete kis, függőleges fehér csíkkal.

## Szaporodásuk
Mind a négy recens faj földbe vájt üregben költi ki tojásait, illetve neveli fel fiókáit.

## Rendszerezés
A nembe az alábbi 4 recens faj és 4 fosszilis faj tartozik:
- pápaszemes pingvin (Spheniscus demersus) (Linnaeus, 1758)[5] - típusfaj
- Humboldt-pingvin (Spheniscus humboldti) Meyen, 1834[6]
- Magellán-pingvin (Spheniscus magellanicus) (Forster, 1781)[7]
- galápagosi pingvin (Spheniscus mendiculus) Sundevall, 1871[8]

- †Spheniscus muizoni (Pisco középső - késő miocén; Cerro La Bruja, Peru)
- †Spheniscus chilensis (késő miocén - kora pliocén; Chile)
- †Spheniscus megaramphus (késő miocén - kora pliocén; Peru és Chile)
- †Spheniscus urbinai (késő miocén - kora pliocén; Peru és Chile)

A korábban idesorolt Spheniscus predemersus, manapság a monotipikus Inguza nevű pingvinnembe tartozik.

## Képek

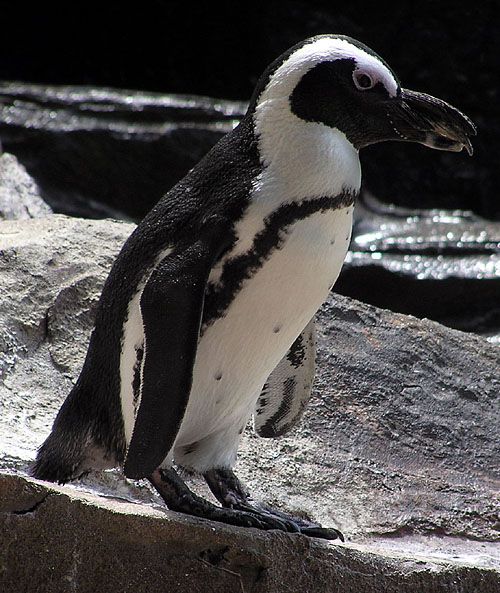
S. demersus
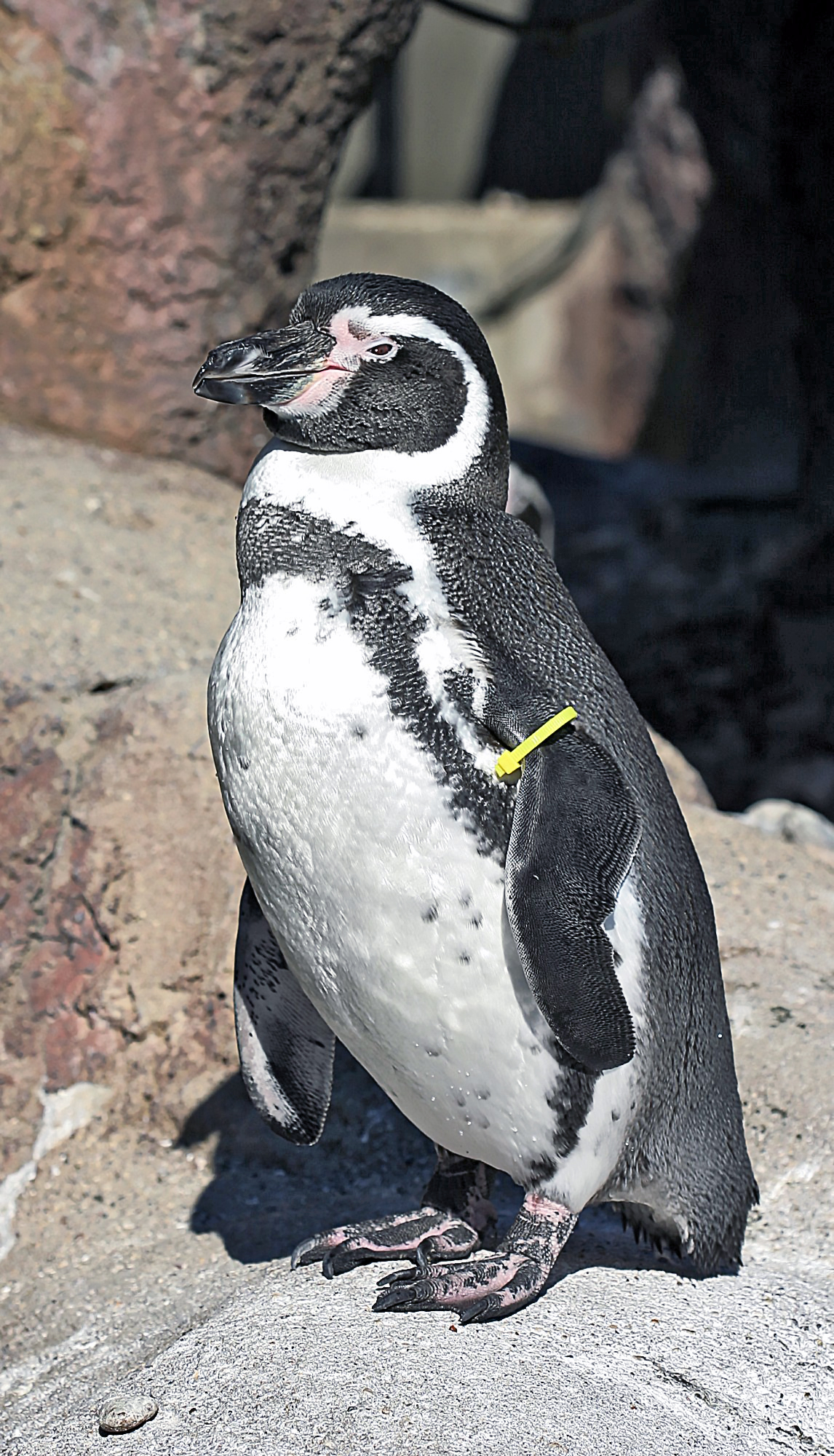
S. humboldti
S. magellanicus
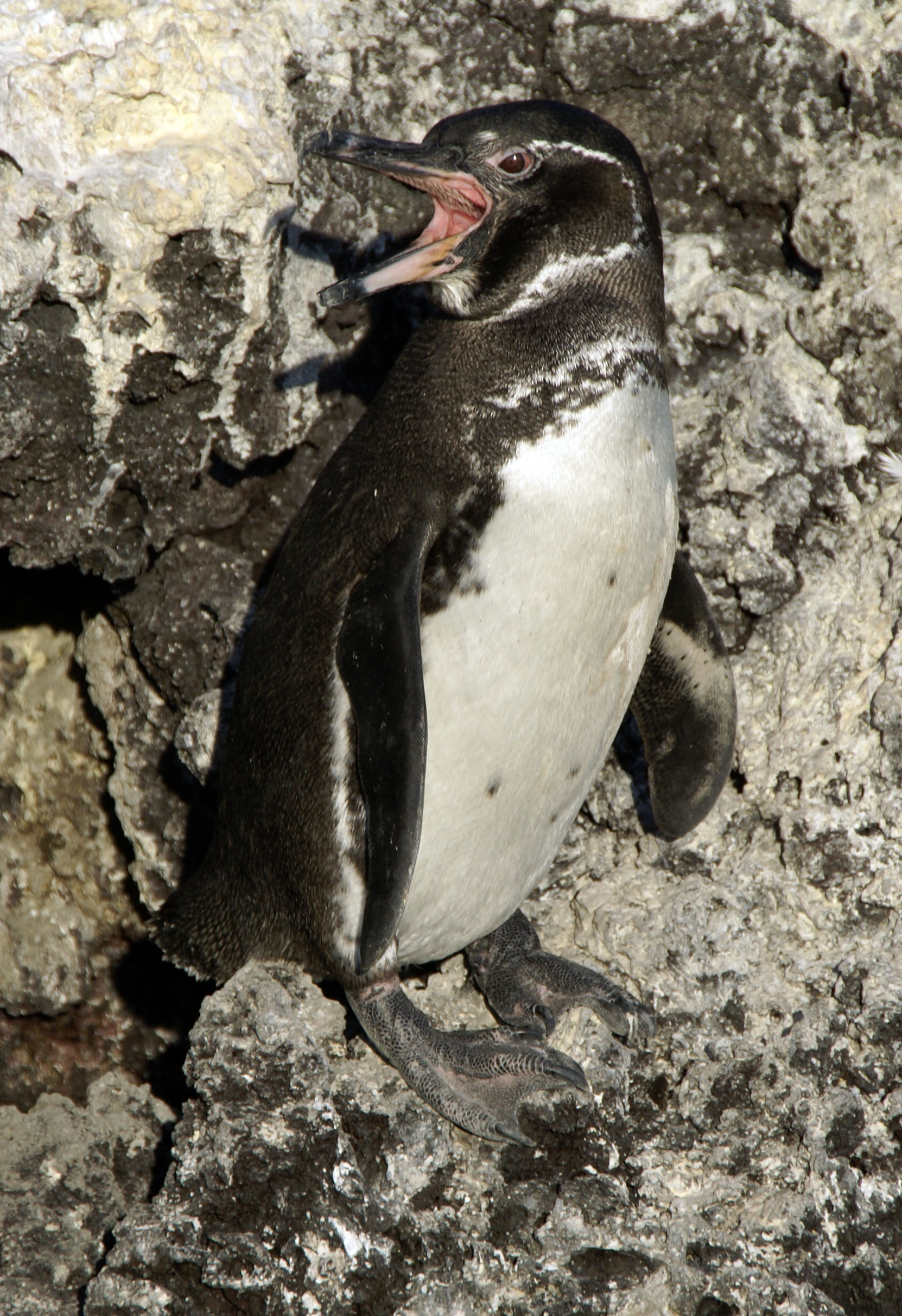
S. mendiculus
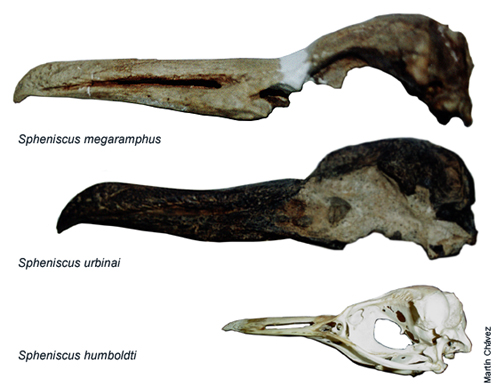
fentről le: †S. megaramphus, †S. urbinai és S. humboldti

### Fordítás
- Ez a szócikk részben vagy egészben  a   Banded penguin című angol Wikipédia-szócikk ezen változatának fordításán alapul.  Az eredeti cikk szerkesztőit annak laptörténete sorolja fel. Ez a jelzés csupán a megfogalmazás eredetét és a szerzői jogokat jelzi, nem szolgál a cikkben szereplő információk forrásmegjelöléseként.